# Santos Inzaurralde
Santos Inzaurralde Rodrigo (* 5. Juni 1925 in Minas, Uruguay; † 1. März 2013 ebenda) war ein uruguayischer Schriftsteller, Liedtexter und Politiker.
Santos Inzaurralde schrieb zahlreiche Texte für musikalische Werke, darunter die von Santiago Chalar gesungenen Minas y Abril im Jahr 1978 und 1982 Desde el Mangrullo. Gemeinsam mit Santiago Chalar rief er 1985 auch das Festival Minas y Abril ins Leben. Inzaurralde veröffentlichte zwei Gedichtbände. Dies waren Vengo de Minas 1975 und im Jahr 1998 Las uvas de abuela. Von 1999 bis 2000 wirkte er als Direktor des Casa de la Cultura von Lavalleja.
Inzaurralde verfolgte zudem auch eine Laufbahn als Politiker. So war der Edil der Junta Departamental von Lavalleja, der er 1956 als Präsident vorstand und wurde 1962 als Abgeordneter von Lavalleja gewählt. Er vertrat dabei die Partido Nacional. 1967 war er Generalsekretär der Intendencia Departamental von Lavalleja.

## Auszeichnungen (Auszug)
- 1975: Erster Preis im Wettbewerb Canciones a mi patria
- 1978: Erster Preis im internationalen Wettbewerb der Zeitung Los Principios in San José
- 1981: Erster Preis im Wettbewerb zu Ehren Wenceslao Varelas
- 1982: Erster Preis im Wettbewerb der Asociación General de Autores del Uruguay (AGADU) und des Círculo Policial de Montevideo
- 1987: Erster Preis im internationalen Wettbewerb zu Ehren José Joaquín Da Silvas in Minas Gerais
- 1999: Ceibo de amistad in Rosario, Argentinien